# Кузьменко Григорій Павлович
Мико́ла Іва́нович Кузьме́нко (15 січня 1919 — 30 січня 1990) — учасник Німецько-радянської війни, Герой Радянського Союзу (1943).

## Життєпис
Народився 15 січня 1919 року в селі Савин (нині Козелецький район Чернігівської області України) у селянській родині. Українець. Закінчив 7 класів. Працював у колгоспі. З 1936 року жив у Києві, працював бригадиром арматурників Укргромадбуду.
У РСЧА з 1939 року.
Брав участь у німецько-радянській війні з 1941 року. Командир гармати 5-го гвардійського повітряно-десантного артилерійського полку (10-а гвардійська повітряно-десантна дивізія, 37-а армія, Степовий фронт) гвардії сержант Г. П. Кузьменко 1 жовтня 1943 року в районі села Переволочна (Кобеляцький район Полтавської області) підтримав вогнем форсування Дніпра і бій десантників, що мали захопити й утримати плацдарм.
З 1946 року демобілізований.
В 1950 році закінчив училище МВС, в 1958 році КУОС.
До 1968 року служив в органах МВС на різних посадах. Жив у Чернігові.

## Звання та нагороди
20 грудня 1943 року Григорію Павловичу Кузьменку присвоєно звання Герой Радянського Союзу.
Також нагороджений:
- орденом Леніна
- орденом Вітчизняної війни 1 ступеня
- медаллю «За відвагу»